# Frankenstein (película de 2025)
Frankenstein es una película estadounidense de terror gótico escrita y dirigida por Guillermo del Toro, basada en la novela de Mary Shelley Frankenstein de 1818, así como en la adaptación cinematográfica de 1931 y su secuela La novia de Frankenstein. Protagonizada por Oscar Isaac, Jacob Elordi, Mia Goth, Lars Mikkelsen, David Bradley, Christian Convery, Charles Dance, Felix Kammerer y Christoph Waltz, su estreno está previsto para noviembre de 2025.

## Premisa
Ambientada en la Europa del Este del siglo XIX, es la historia del doctor Pretorious (Christoph Waltz), que necesita encontrar al Monstruo de Frankenstein (Jacob Elordi) para continuar los experimentos del doctor Víctor Frankenstein (Oscar Isaac).

## Reparto
- Oscar Isaac es Víctor Frankenstein
  - Christian Convery es el joven Víctor
- Jacob Elordi es el monstruo de Frankenstein
- Mia Goth es Elizabeth Lavenza
- Christoph Waltz es el doctor Pretorious
- Felix Kammerer es Williams
- Lars Mikkelsen es el capitán Anderson
- David Bradley es el ciego
- Ralph Ineson es el profesor Kempre

## Producción

### Desarrollo

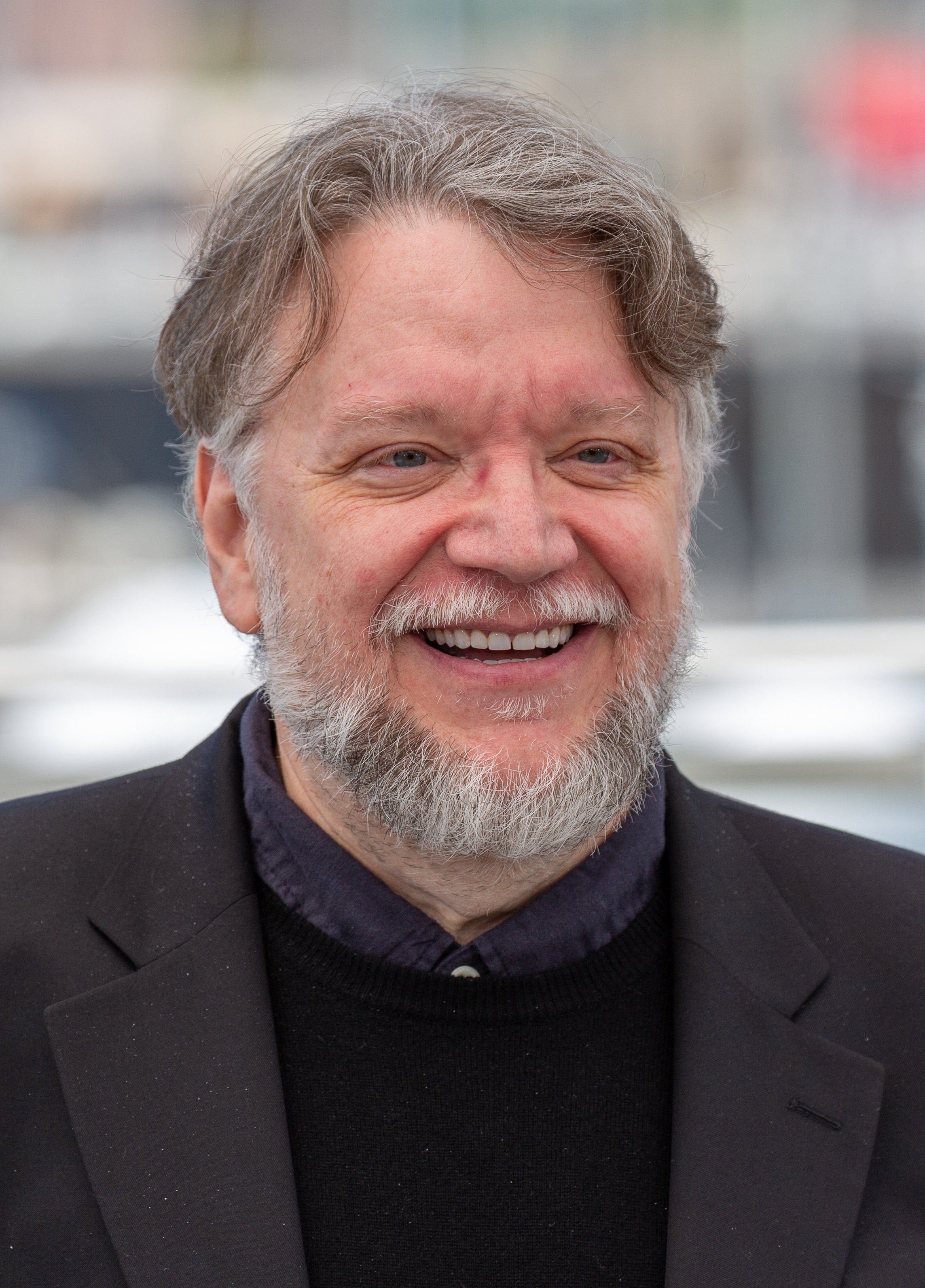
Guillermo del Toro será el director del filme.

En 2007, Guillermo del Toro anunció su interés en adaptar la historia de Frankenstein, citando el guion «casi perfecto» de Frank Darabont que se convirtió en la película Frankenstein de Kenneth Branagh (1994). En enero de 2008 reveló que se encontraba elaborando bocetos para utilizar como base para el mundo de la película y que, además, había empezado a tomar notas del guion, pero dejó de hacerlo cuando se produjo la huelga de guionistas. El director se refirió a su visión:

Lo que intento es tomar el mito y hacer algo con él, pero combinando elementos de Frankenstein y La novia de Frankenstein sin convertirlo en un mito clásico del monstruo. En mi opinión, los mejores momentos de la novela aún no se han filmado [...] El único tipo que para mí ha encarnado la desolación, no la dimensión trágica ni miltoniana del monstruo, sino la desolación, es Christopher Lee en las películas de la Hammer, donde realmente parece algo obscenamente vivo. Boris Karloff tiene el elemento trágico, pero hay muchas versiones, incluido ese gran guion de Frank Darabont.

En septiembre de ese mismo año del Toro firmó un contrato de tres años de duración con Universal Pictures, junto con una serie de películas que se anunció que dirigiría, entre ellas Dr. Jekyll y Mr. Hyde, Slaughterhouse-Five y Drood. El director citó las ilustraciones de Bernie Wrightson como inspiración y dijo que la película no sería una adaptación directa de la novela de Mary Shelley, sino «una historia de aventuras que involucra a la criatura». Del Toro quería que Wrightson diseñara su versión de la criatura.
En 2009, el cineasta declaró que la producción de Frankenstein no comenzaría hasta dentro de cuatro años. A pesar de ello, ya había contratado a su colaborador habitual Doug Jones para el papel del monstruo de Frankenstein y había comenzado las pruebas de maquillaje con el actor. Jones comentó más tarde que el proyecto se había archivado debido a los planes futuros de Universal para su franquicia Dark Universe.
En la Comic-Con de 2010, del Toro declaró que Frankenstein era su novela favorita. En 2013 expresó públicamente su interés por contar con Benedict Cumberbatch para el papel del monstruo, y un año después afirmó que le gustaría hacer versiones tanto de Frankenstein como de La novia de Frankenstein, y que la presidenta de Universal, Donna Langley, se había puesto en contacto con él en varias ocasiones para ponerlo en marcha, pero que era reacio a hacerlo por ser su «proyecto soñado».
En 2020, en una entrevista para promocionar la película Antlers, del Toro declaró que, si dispusiera de financiación, haría una adaptación de Frankenstein que abarcaría de dos a tres películas debido a la complejidad del libro y a sus cambiantes puntos de vista. En 2023, el proyecto fue reactivado por Netflix, plataforma con la que del Toro había firmado un acuerdo de varios años para producir proyectos.
Tras la victoria de su filme Pinocho en la 95.ª edición de los Premios Óscar en la categoría de mejor película de animación, Variety reveló que el cineasta se disponía a escribir y dirigir el largometraje, con Andrew Garfield, Oscar Isaac y Mia Goth en conversaciones preliminares para posibles papeles. En septiembre, del Toro reveló que el rodaje estaba previsto para febrero de 2024 y que Christoph Waltz se había incorporado al reparto. En enero, Jacob Elordi sustituyó a Garfield en el papel del monstruo, debido a conflictos de agenda derivados de las huelgas de la SAG-AFTRA. Felix Kammerer, Lars Mikkelsen, David Bradley, Christian Convery y Charles Dance se unieron al reparto en papeles no revelados.

### Filmación
La etapa de rodaje comenzó el 12 de febrero de 2024 en Toronto y concluyó el 30 de septiembre. El rodaje adicional tuvo lugar en la Royal Mile de Edimburgo en septiembre de 2024.

## Lanzamiento
La película está previsto que se estrene a través de la plataforma Netflix en noviembre de 2025. El 1 de junio de 2025 fue lanzado su primer tráiler oficial.